# Adhémar Jean Claude Barré de Saint-Venant

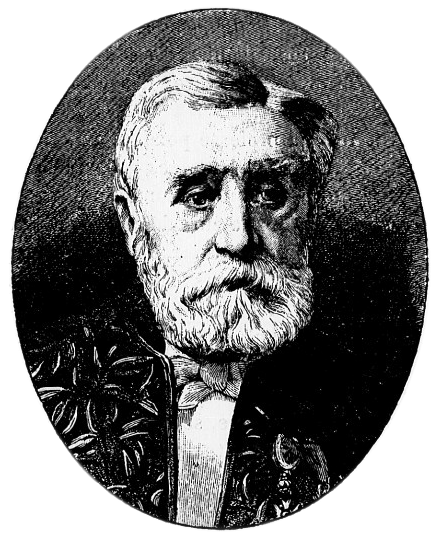
Adhémar Jean Claude Barré de Saint-Venant

Adhémar Jean Claude Barré de Saint-Venant (ur. 23 sierpnia 1797 w Villiers-en-Bière, Seine-et-Marne, zm. 6 stycznia 1886 w St. Ouen, Loir-et-Cher) – inżynier francuski.

## Życiorys
Studiował w Ecole Polytechnique w Paryżu (1813–1816) i przez wiele lat pracował w służbie państwowej jako inżynier oraz wykładowca. Jego zainteresowaniami naukowymi były sprężystość, wytrzymałość materiałów, teoria plastyczności oraz hydraulika.
W 1871 wybrany na członka Francuskiej Akademii Nauk.
Z jego nazwiskiem wiąże się m.in. zasada de Saint-Venanta (teoria sprężystości, stworzona w 1855 roku).